# Aniba heterotepala
Aniba heterotepala là loài thực vật có hoa trong họ Nguyệt quế. Loài này được van der Werff miêu tả khoa học đầu tiên năm 1994.